# Spoorlijn 235
Spoorlijn 235 was een Belgische industrielijn in de stad Frameries. Het was een aftakking van spoorlijn 102 (Saint-Ghislain - Frameries) naar het industriegebied bij Montavau.
Deze enkelsporige lijn is aangelegd en weer opgebroken in de 2e helft van de 20e eeuw en was 2,2 km lang.

## Aansluitingen
In de volgende plaats was er een aansluiting op de volgende spoorlijnen:
Frameries
Spoorlijn 96 tussen Brussel-Zuid en Quévy
Spoorlijn 102 tussen Saint-Ghislain en Frameries
Spoorlijn 153 tussen Frameries en Pâturages